# Jacques II d'Urgell
Pour les articles homonymes, voir Jacques II.
Jacques II d'Urgell, surnommé el Dissortat (« l'Infortuné »), né à Balaguer en 1380 et mort à Xàtiva en 1433, est le dernier comte d'Urgell, vicomte d'Ager, baron d'Antillón, d'Alcolea de Cinca et de Fraga. Il est le fils de Pierre II d'Urgell et de Marguerite de Montferrat.
Lié par son père et son épouse, Isabelle d'Aragon, à la famille royale d'Aragon et successeur de la couronne de Majorque et la principauté d'Achaïe par sa grand-mère (Isabelle Ire de Majorque, fille de Jacques III de Majorque, comte du Roussillon. Perpignan 1337- France 1406), il se porte candidat à la succession de Martin Ier, mort sans descendance légitime en 1410. Durant un long interrègne de deux ans, il s'oppose à ses rivaux « anti-urgellistes », menés par Louis II d'Anjou, puis par Ferdinand de Trastamare. Écarté de la succession au profit de ce dernier lors du compromis de Caspe, il se révolte, mais est arrêté et jeté en prison jusqu'à la fin de ses jours.

## Biographie

### Jeunesse
Jacques naît en 1380, certainement dans le château familial des comtes d'Urgell à Balaguer. Il est par ses parents lié à la famille royale d'Aragon, puisque son grand-père paternel, le comte d'Urgell Jacques Ier, est le fils cadet du roi Alphonse IV et frère du roi Pierre IV. Quant à sa grand-mère maternelle, Isabelle de Majorque, elle est fille du dernier roi de Majorque, Jacques III.
Le 18 décembre 1406 est conclu le mariage de Jacques II avec Isabelle d'Aragon, fille de Pierre IV d'Aragon et sœur de son successeur, Martin Ier. Le 29 juin 1407, la cérémonie est célébrée à Balaguer.

### Le plus grand prince de Catalogne
Quand son père meurt, lui léguant tous ses titres, en 1408, Jacques II devient un des seigneurs les plus puissants de la Couronne d'Aragon. Il compte de nombreux alliés et vassaux, principalement en Catalogne et à Majorque, mais aussi à Valence. Mais Jacques II est aussi un des seigneurs les plus haïs, et il participe aux troubles nobiliaires, les bandositats, qui agitent les royaumes de la Couronne d'Aragon depuis la fin du XIVe siècle. Le 15 juin 1408, Martin Ier le nomme lieutenant du royaume d'Aragon, mais il rencontre l'opposition des députés du Général d'Aragon, qui refusent une nomination contraire aux usages du royaume. Le justicier d'Aragon, Jiménez Cerdán, devient son ennemi implacable. Le 5 août 1409, peu après la mort de son unique héritier, Martin le Jeune, Martin Ier le nomme gouverneur général de la couronne d'Aragon, charge normalement réservée à l'héritier de la Couronne.

### L'interrègne aragonais
En 1410, la mort de Martin Ier, ouvre une crise de succession. Dans l'incertitude, une période d'interrègne débute. Jacques, qui est gouverneur général de la Couronne et est le plus proche descendant du roi par les mâles, se porte candidat au trône d'Aragon. Ses partisans, les « urgellistes », se trouvent principalement en Catalogne et à Valence. Mais les « anti-urgellistes » sont également nombreux et puissants et se trouvent dans la noblesse aragonaise comme dans la bourgeoisie barcelonaise.
Face à Jacques II, ses adversaires soutiennent d'abord le candidat angevin, Louis de Calabre, fils de Louis II d'Anjou et de Yolande d'Aragon. Mais progressivement, l'adversaire le plus implacable pour Jacques II se trouve être Ferdinand d'Antequera, membre de la maison de Trastamare et régent du royaume de Castille. Après deux ans de conflits, la mission de trancher entre les prétendants revient aux compromissaires réunis à Caspe. Majoritairement anti-urgellistes, ils choisissent Ferdinand, couronné sous le nom de Ferdinand Ier. Jacques II ne se présente pas à la cour de Saragosse afin de prêter hommage à Ferdinand Ier. Jacques envoie cependant des représentants à Lérida, qui prêtent serment à sa place et obtiennent pour Jacques II d'importantes compensations territoriales.

### La révolte de Jacques II et ses conséquences
Sous l'influence de sa mère, Marguerite de Montferrat, qui lui aurait déclaré « Fils, ou roi, ou rien », Jacques n'accepte cependant pas le verdict de Caspe. Sur les conseils d'Antoine de Luna, il s'allie secrètement avec le duc de Clarence, Thomas de Lancastre, au printemps 1413.
Au mois de mai, les hommes d'Antoine de Luna prennent les armes contre Ferdinand Ier à Trasmoz et à Montearagón. Des manifestations urgellistes ont également lieu dans les grandes villes d'Aragon comme Saragosse, Huesca et Calatayud, ainsi que dans plusieurs endroits du royaume de Valence. En juin, Jacques II entre aussi en guerre à Balaguer. Ferdinand Ier fait appel à des troupes venues de Castille : le 25 juin, elles écrasent les forces urgellistes devant Lérida. Des mercenaires anglais et gascons envoyés par le duc de Clarence entrent Aragon par Jaca, mais ils sont mis en déroute le 10 juillet avant d'avoir pu joindre leurs forces aux urgellistes aragonais. Jacques II, qui avançait vers Alcolea, doit se retirer dans son château de Balaguer. Le 26 juillet, les partisans de Ferdinand Ier font le siège de la ville, tandis que Montearagón se rend le 11 août.
Complètement battu, la femme de Jacques II négocie sa reddition avec le chef de l'armée royale, Alphonse de Gandie. Le 31 octobre 1413, Jacques II est livré au roi. Il est amené à Lérida, où il comparait devant un tribunal présidé par le roi lui-même ou, en son absence, Bernard de Gualbes. Il est jugé et condamné à la prison à perpétuité et à la confiscation de ses biens. Il connaît plusieurs prisons successives : il est d'abord emprisonné en Castille, dans la forteresse d'Urueña (1413-1420), Mora (1420-1422), l'alcazar de Madrid (1422-1424), avant de retourner à Urueña (1424-1426). Il est ensuite emmené quelques mois à Teruel et est finalement enfermé au château de Xàtiva, dans le royaume de Valence.

### Mort

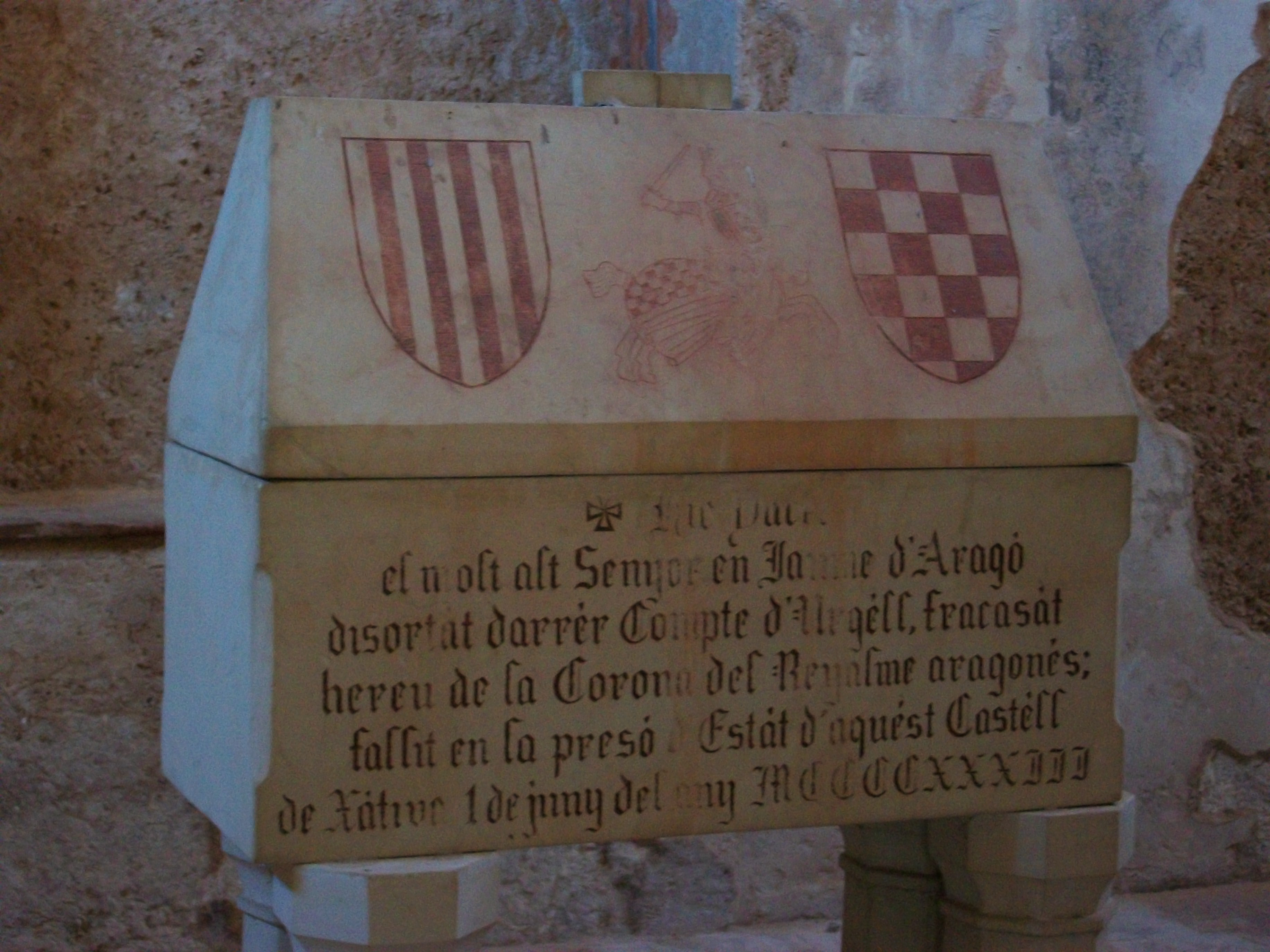
Sarcophage moderne de Jacques II d'Urgell dans la chapelle du château de Xàtiva.

Jacques II meurt le 1er juin 1433 au château de Xàtiva. Une légende prétend qu'il aurait été assassiné par les frères du roi Alphonse V, le comte d'Empúries, Henri, et le duc de Noto, Pierre.
Il est enterré dans l'église Saint-François de Xàtiva, avant que son tombeau soit transféré dans la chapelle Sainte-Marie du château de la ville en 1939.

## Mariage et descendance
Jacques II d'Urgell épouse le 29 juin 1407 Isabelle d'Aragon, fille du roi d'Aragon Pierre IV et demi-sœur de Martin Ier. De cette union sont issus :
- Isabelle (1409-1430), mariée au duc de Coimbra Pierre de Portugal en 1428 ;
- Éléonore (1414-1460), mariée à Raymond Orsini en 1436 ;
- Jeanne (1415-1445), mariée au comte de Foix Jean Ier en 1435, puis au comte de Cardona Jean Raymond Folch III en 1445 ;
- Philippe (mort vers 1422) ;
- Catherine (morte vers 1424).

## Postérité
Durant la Renaissance catalane, à la fin du XIXe siècle, l'histoire de Jacques II d'Urgell connait un regain d'intérêt. Son combat contre Ferdinand d'Antequera, noble castillan qui devient roi d'Aragon, a été assimilé à la lutte des nationalistes catalans pour l'indépendance contre le centralisme castillan.
L'histoire tragique du comte d'Urgell a par ailleurs inspiré plusieurs œuvres littéraires :
- La fi del Comte d'Urgell (« La fin du comte d'Urgell »), chronique anonyme en catalan, écrite au milieu du XVe siècle, qui est parfois considéré comme un faux écrit par Dídac Monfar i Sors au XVIIe siècle.
- El trovador (« Le trouvère »), drame d'Antonio García Gutiérrez, écrit en 1836, qui situe l'action dans la guerre civile qui oppose les partisans de Jacques II au successeur de Ferdinand Ier, Jean II. La pièce a servi de support au livret de l'opéra de Giuseppe Verdi, Il trovatore, composé en 1853.
- L'orfaneta de Menàrguens, o, La Catalunya agonitzant (« L'orpheline de Menàrguens ou la Catalogne agonisante »), nouvelle d'Antoni de Bofarull, écrite en 1862.
- O rei o res (« Ou roi ou rien »), drame de Frederic Soler, écrit en 1886.
- La mort d'en Jaume d'Urgell (« La mort de Jacques d'Urgell »), monologue d'Àngel Guimerà, écrit en 1896.
- Nueve brindis por un rey. Farsa historica (« Neuf toasts pour un roi. Farce historique ») de Jaume Salom i Vidal, écrit en 1974.

### Source
- (es) Cet article est partiellement ou en totalité issu de l’article de Wikipédia en espagnol intitulé « Jaime II de Urgel » (voir la liste des auteurs).